# Himalayacutia
De himalayacutia (Cutia nipalensis) is een zangvogel uit de familie Leiothrichidae.

## Verspreiding en leefgebied
Deze soort komt voor van de Himalaya tot Indochina en telt drie ondersoorten:
- C. n. nipalensis: van de centrale Himalaya tot noordelijk Myanmar en zuidwestelijk China.
- C. n. melanchima: oostelijk Myanmar, zuidelijk China, noordwestelijk Thailand en noordelijk Indochina.
- C. n. cervinicrissa: zuidelijk Malakka.

## Status
De grootte van de populatie is niet gekwantificeerd maar de soort wordt omschreven als schaars en vrij plaatselijk. Op de Rode lijst van de IUCN heeft deze soort de status niet bedreigd.